# Lugnviksverket

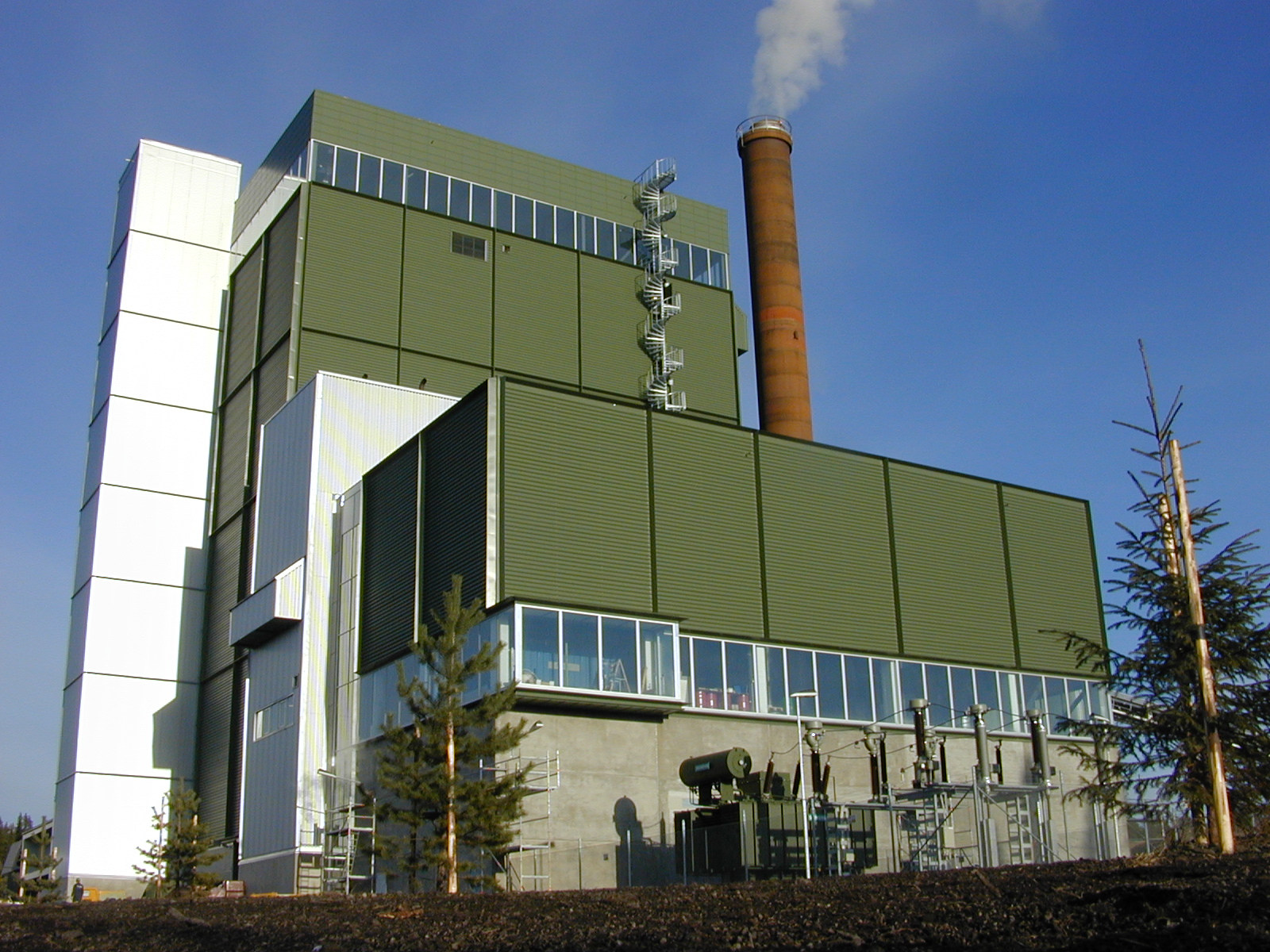
Lugnviksverket.

Lugnviksverket är ett kraftvärmeverk beläget norr om Östersund. Verket består av en biobränsleeldad CFB-panna tillverkad av Foster Wheeler som togs i drift i december 2002, samt två stycken hetvattenpannor som används vid behov under kallare väderlek och under sommaren när block 1 är avställt för revision.
Lugnviksverket ägs och drivs av Jämtkraft och är kopplat till dess fjärrvärmenät i Östersund.

## Teknisk data
Block 1 KVV
- Leverantörer:
  - Panna: Foster Wheeler
  - Turbin: Siemens
- Typ: CFB
- Bränsle: Diverse biobränslen, däribland returträ och torv. Ca. 16 kg/s vid full effekt.
- Installerad effekt: 80 MW värme, 45 MW el
- Rökgaskondensering: 30 MW värme
- Rökgasrening: Elfilter, våtskrubber, SCR, cyklon
- Årlig produktion: 200 GWh el, 600 GWh värme[1]
- Ångdata: 145 bar, 545°C, 51 kg/s

Block 2 KVV2
- Leverantörer:
  - Panna: Foster Wheeler
  - Turbin: Siemens
- Typ: BFB
- Bränsle: Diverse biobränslen, returträ

Panna 2 HVC
- Pannleverantör: Witermo
- Typ: BFB
- Installerad effekt: 25 MW värme
- Rökgaskondensering: 6 MW (gemensam med panna 1)
- Rökgasrening: Elfilter

Panna 1 HVC
- Panntyp: CFB
- Installerad effekt : 25 MW värme
- Rökgasrening: Cyklon, elfilter